# Julus cibdellus
Julus cibdellus är en mångfotingart som beskrevs av Chamberlin 1921. Julus cibdellus ingår i släktet Julus och familjen kejsardubbelfotingar. Inga underarter finns listade i Catalogue of Life.